# الکس ده رنزی
الکس ده رنزی (انگلیسی: Alex de Renzy؛ زاده ۱۳ اوت ۱۹۳۵ درگذشته ۸ ژوئن ۲۰۰۱) یک کارگردان پورنوگرافی اهل ایالات متحده آمریکا بود.